# Saint-Crépin-Ibouvillers
Saint-Crépin-Ibouvillers é uma comuna francesa na região administrativa de Altos da França, no departamento de Oise. Estende-se por uma área de 14,43 km². Em 2010 a comuna tinha 1 572 habitantes (densidade: 108,9 hab./km²).
Em 1 de janeiro de 2015, incorporou a antiga comuna de Montherlant ao seu território.